# Amanita citrina
Amanita citrina (Jacob Christian Schäffer, 1774 ex Christian Hendrik Persoon, 1797) este o ciupercă comestibilă, dar nerecomandată, din încrengătura  Basidiomycota în familia Amanitaceae și de genul Amanita. Această specie este numită în popor burete de lămâie. Ea coabitează, fiind un simbiont micoriza (formează micorize pe rădăcinile arborilor) și se poate găsi în România, Basarabia și Bucovina de Nord, crescând sociabil în păduri de conifere sub molizi și pini și în cele de foioase pe lângă stejari sau fagi, mereu pe soluri acre, din (iulie) august până în octombrie (noiembrie).

## Descriere
Ordinul Agaricales este de diversificare foarte veche (între 178 și 139 milioane de ani), începând din timpul perioadei geologice în Jurasic în diferență de exemplu cu genul Boletus (între 44 și 34 milioane de ani).

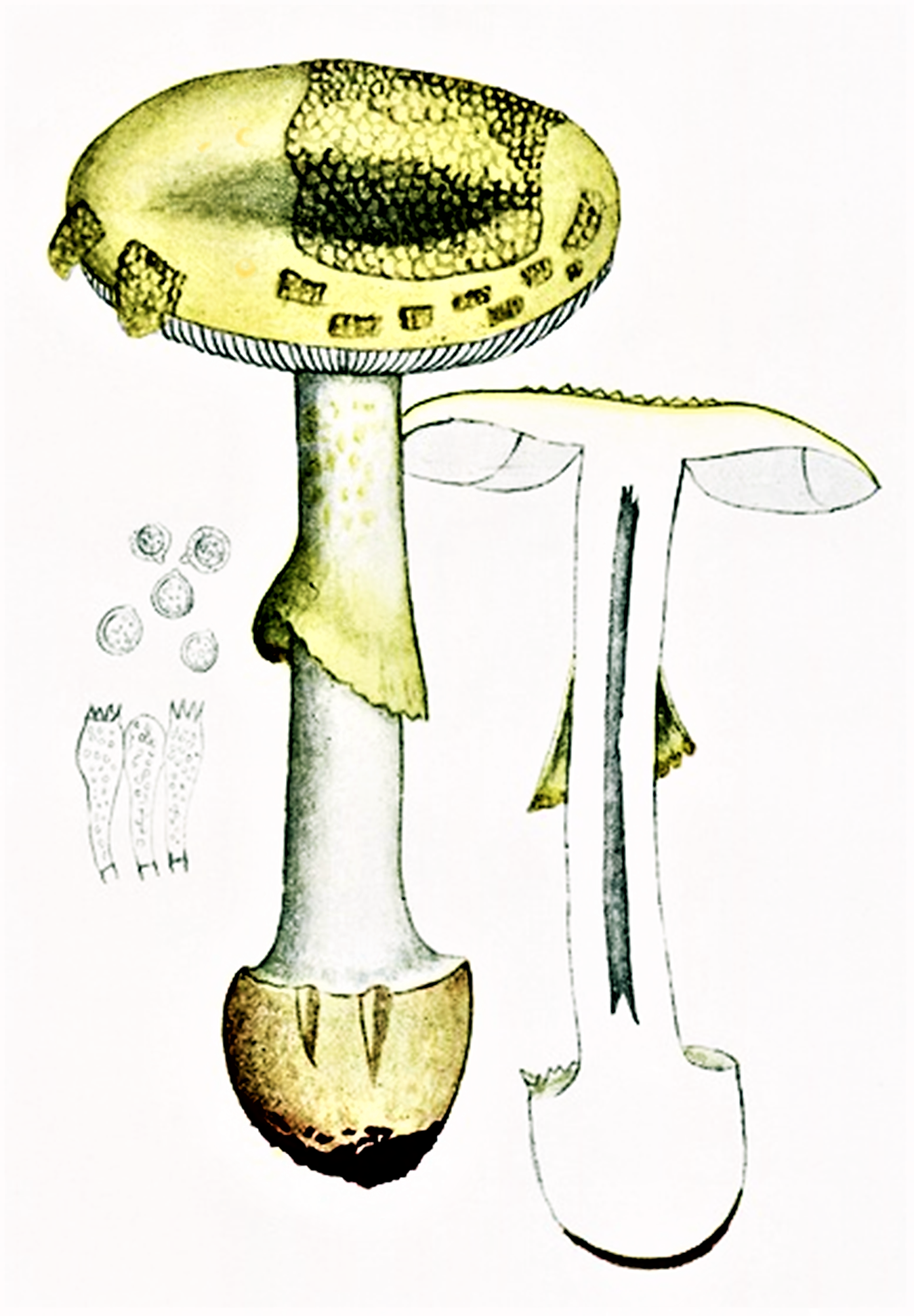
Bres.: Amanita mappa

- Pălăria: are un diametru de 5-10 cm, este la început semisferică, apoi convexă și în final plană, fără margine striată și mai mult sau mai puțin cărnoasă. Cuticula este netedă, lucioasă, la umezeală ceva unsuroasă. Culoarea ei tinde între albicios, alb-gălbui, galben-verzui și galben ca lămâia. Este acoperită cu fulgi largi neregulați, fibros-mătăsoși, albui-maronii sau bruni, mereu mai închiși ca pălăria (rest al vălului universal) care adesea se dizolvă după o ploaie, astfel rămânând complet goală.
- Lamelele: sunt albe până crem-gălbuie, îndesate, neregulate și libere spre picior.
- Piciorul: are o lungime de 6-12 cm și o lățime de 0,8-1,5 (2) cm, este la început plin, apoi gol în interior, cilindric și subțiat înspre pălărie, neted, rareori ceva flocos, sfârșind într-un bulb mărginit și sferic foarte mare (grosime până la 4,5 cm) cu o volvă fragmentată în două-trei fâșii. Culoarea tinde între alb și galben deschis. Înapoi rămâne la fructele mature un inel larg, fin striat și membranoasă care se răsfrânge în jos peste picior, fiind de aceeași culoare cu el.
- Carnea: este compactă, ceva apoasă și întotdeauna albă (numai sub cuticulă câteodată gălbuie), având un miros specific de cartofi cruzi sau de ridichi cu un ușor gust de morcovi.
- Caracteristici microscopice: Sporii sunt albi, aproape sferici, amiloizi (ce înseamnă colorabilitatea structurilor tisulare folosind reactivi de iod) și au o mărime de 8-10 x 7-9 microni. Pulberea lor este albă.[3][4]
- Reacții chimice: Buretele se decolorează cu acid sulfuric brun-măsliniu și la marginea lamelele orcu, cu Hidroxid de potasiu carmin-brun.[6]

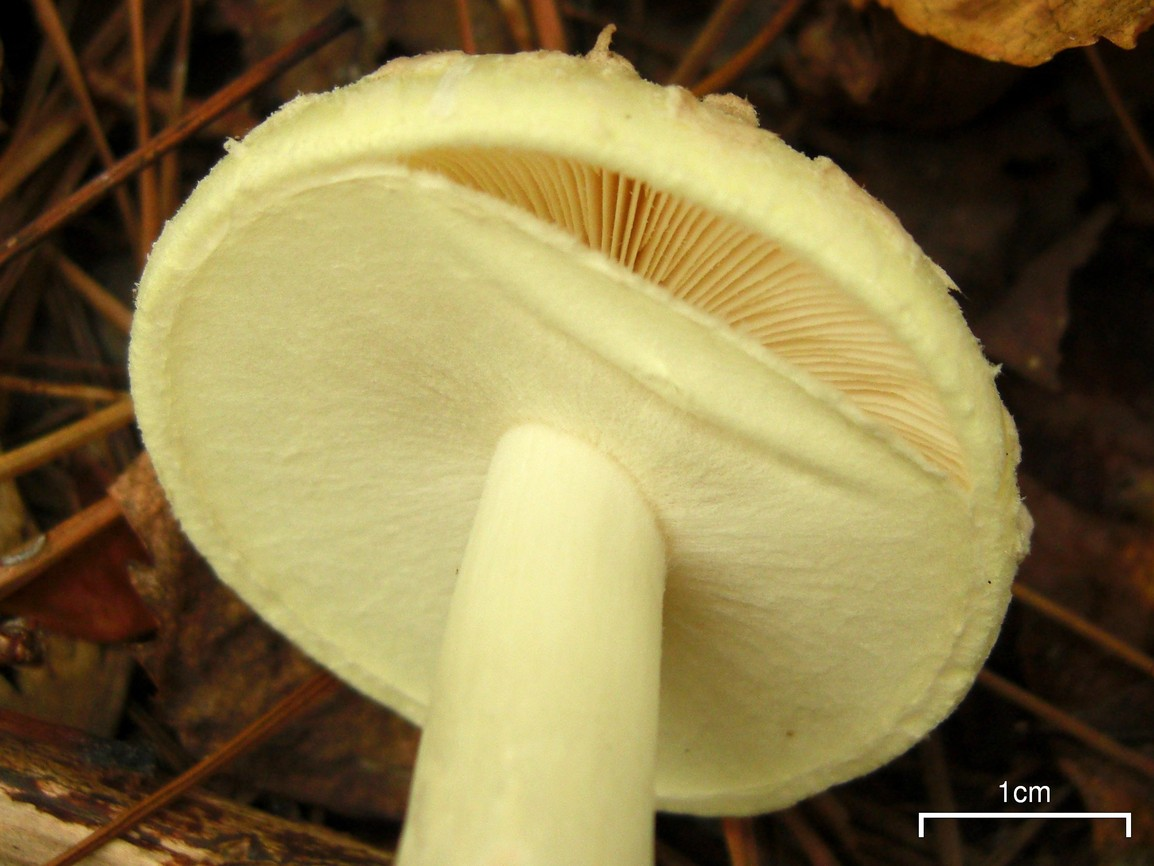
A. citrina, văl și lamele
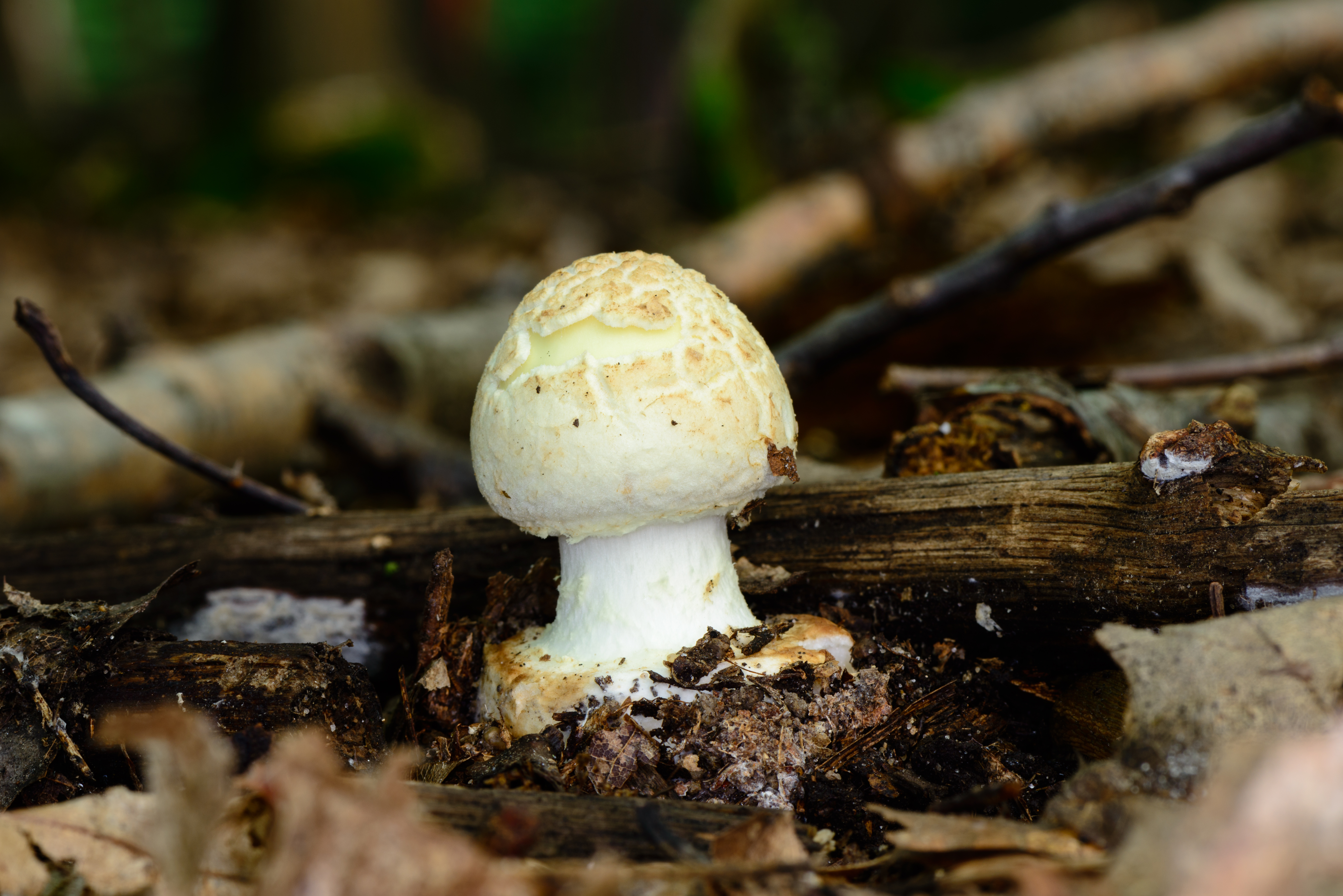
A. citrina tânără
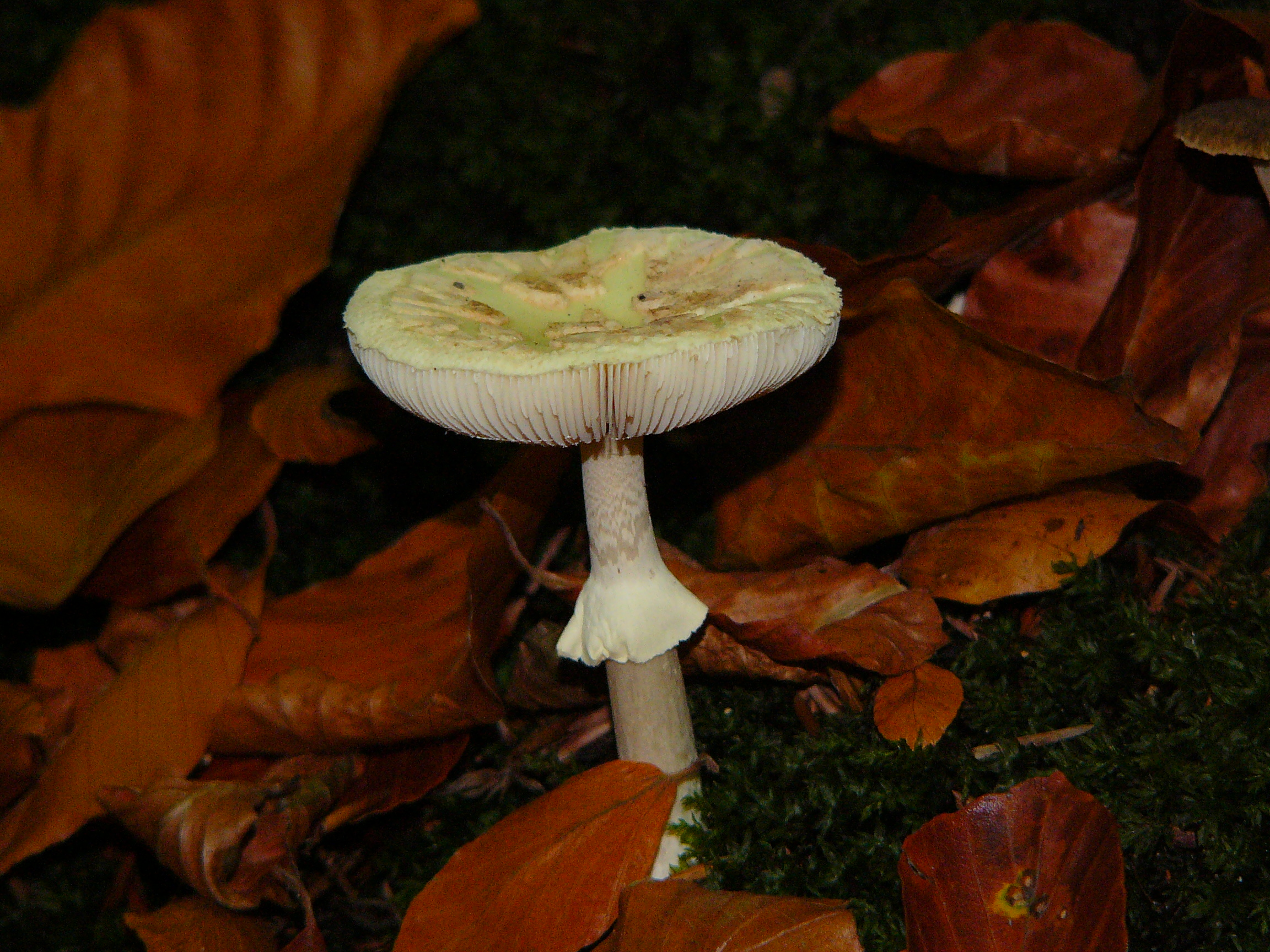
A. citrina bătrână
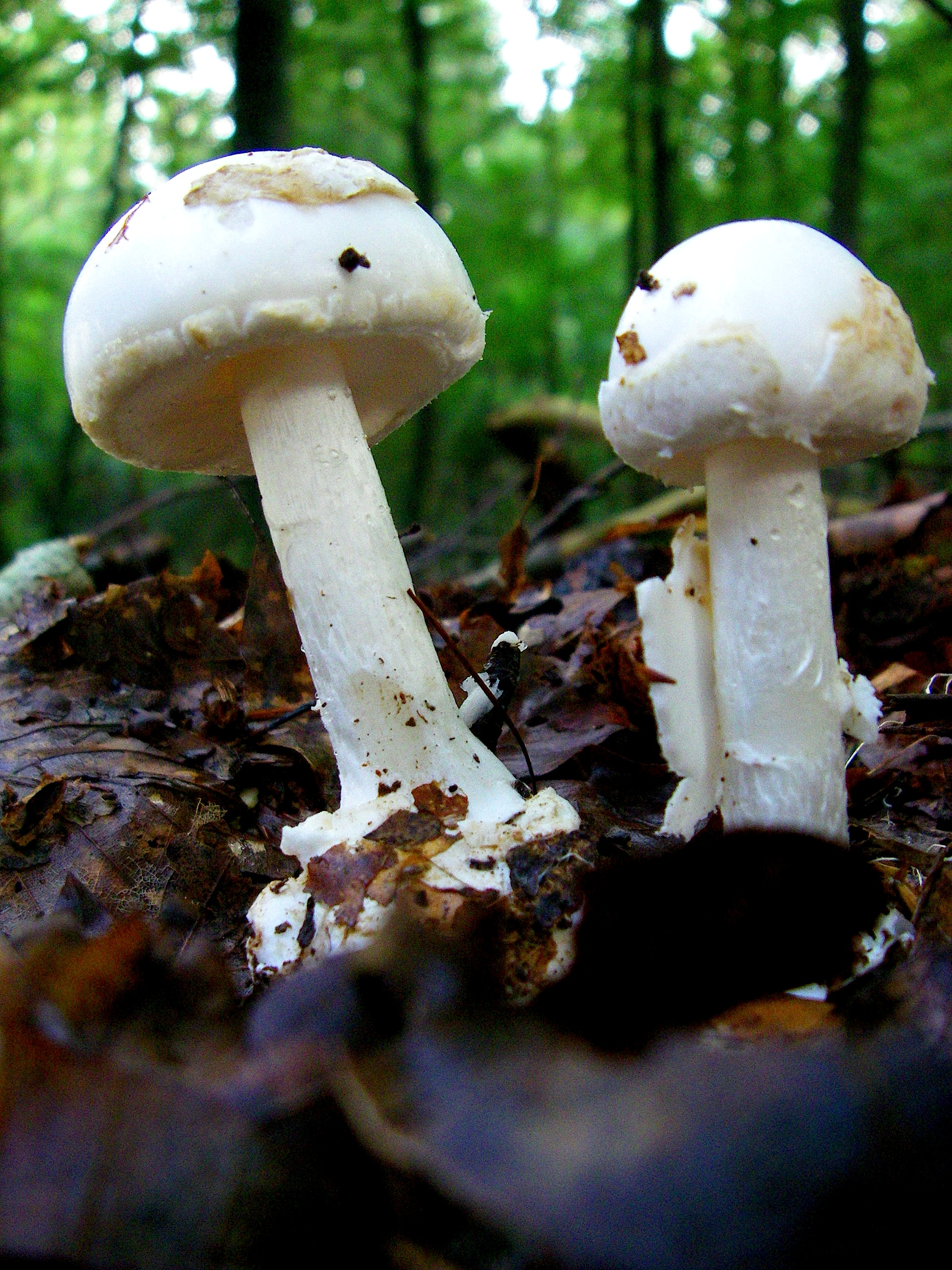
A. citrina albă
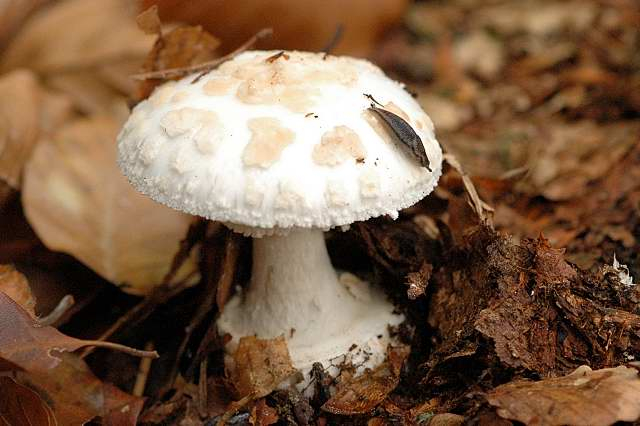
A. citrina albuie
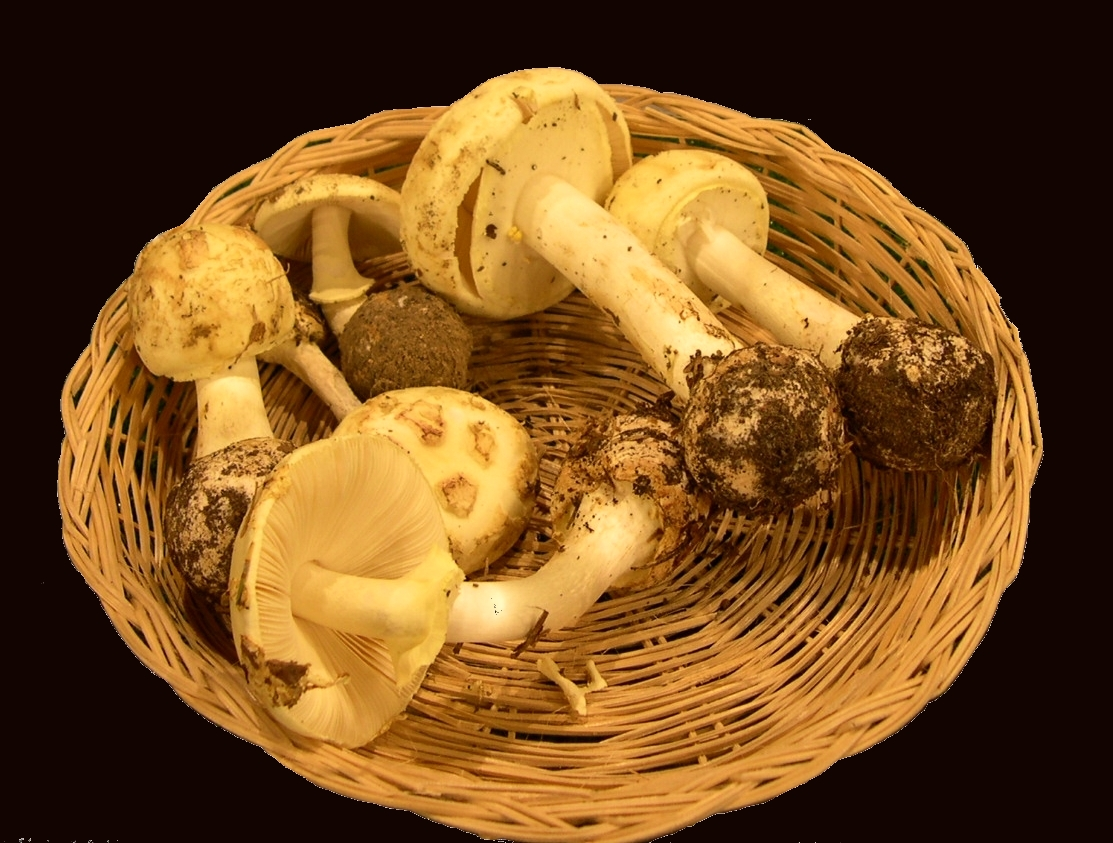
Diferite A. citrina

## Confuzii
Buretele de lămâie poate fi confundat ușor cu ciuperci comestibile sau otrăvitoare de același gen. Foarte periculoasă și ușoară este confuzia cu cele trei specii letale Amanita phalloides, Amanita verna și Amanita virosa, mai departe cu Amanita caesarea (comestibilă), Amanita Ceciliae sin. Amanita inaurata, (comestibilă, fără manșetă), Amanita echinocephala (comestibilă), Amanita eliae (comestibilă), Amanita gemmata (otrăvitoare, marginea pălăriei striată, jambieră la locul de trecere spre bulb), Amanita strobiliformis (comestibilă) sau chiar cu Agaricus silvicola, ori Volvariella gloiocephala sin. Volvariella speciosa (comestibilă).

## Specii asemănătoare în imagini

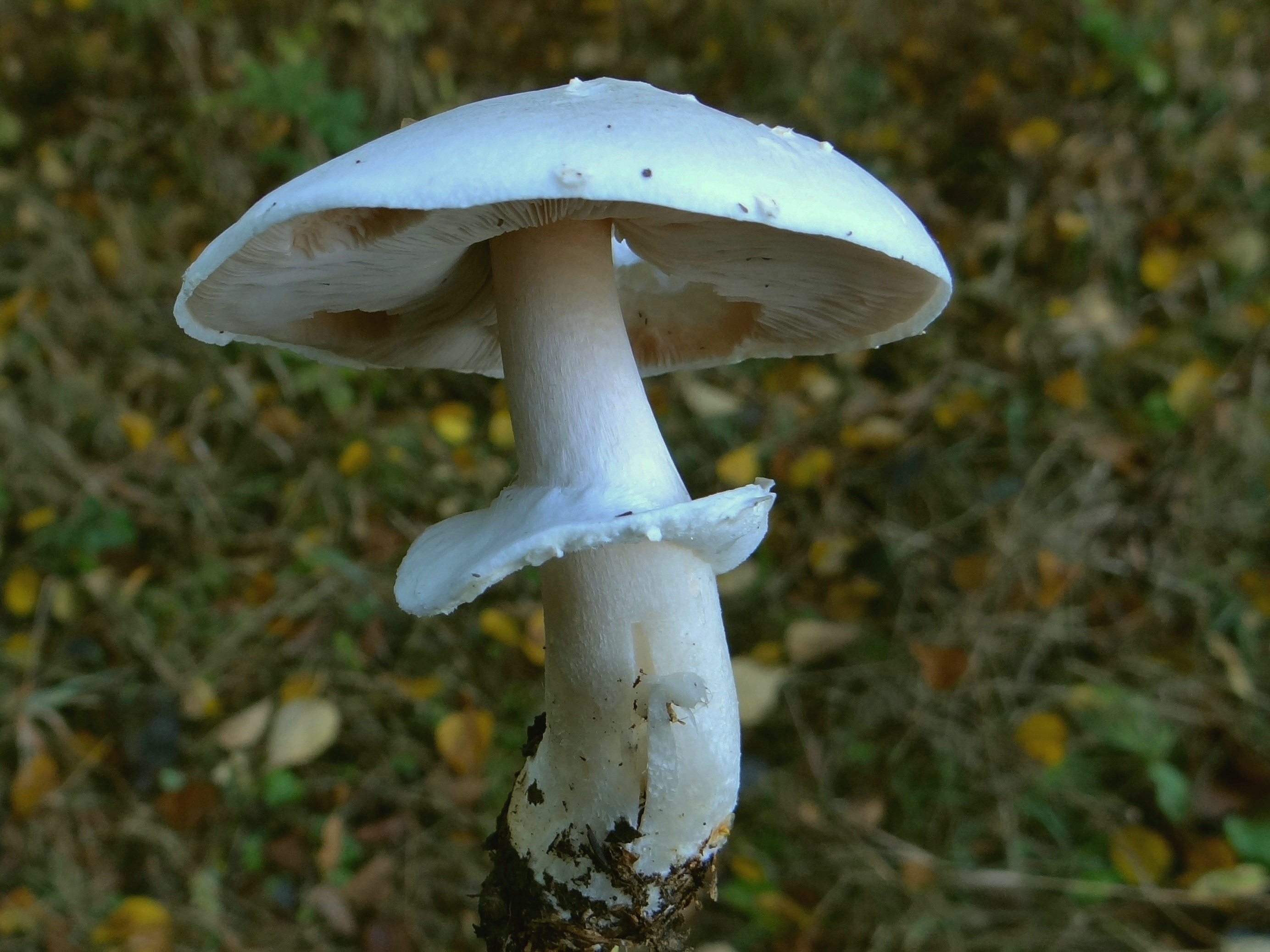
Agaricus silvicola
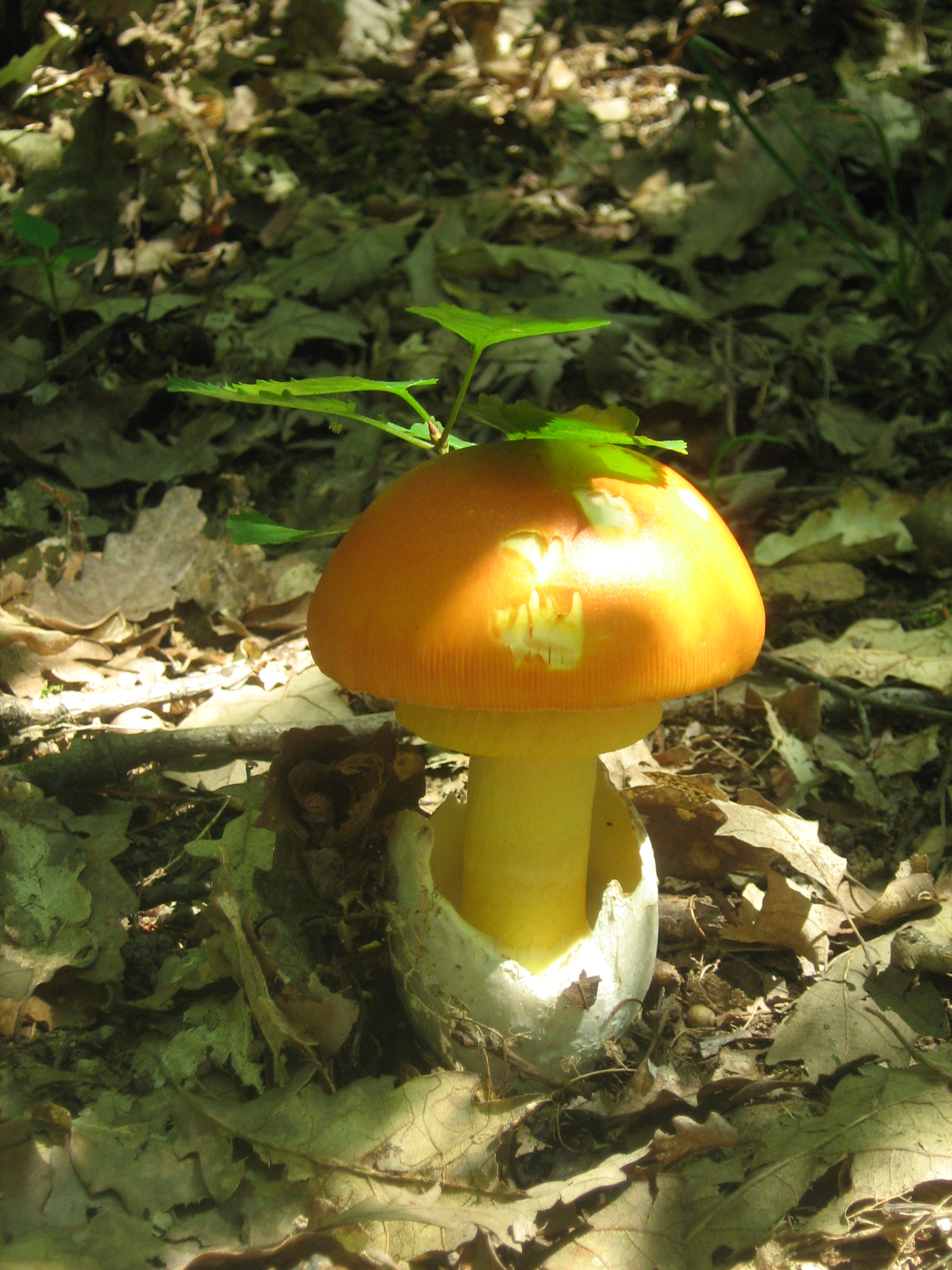
Amanita caesarea
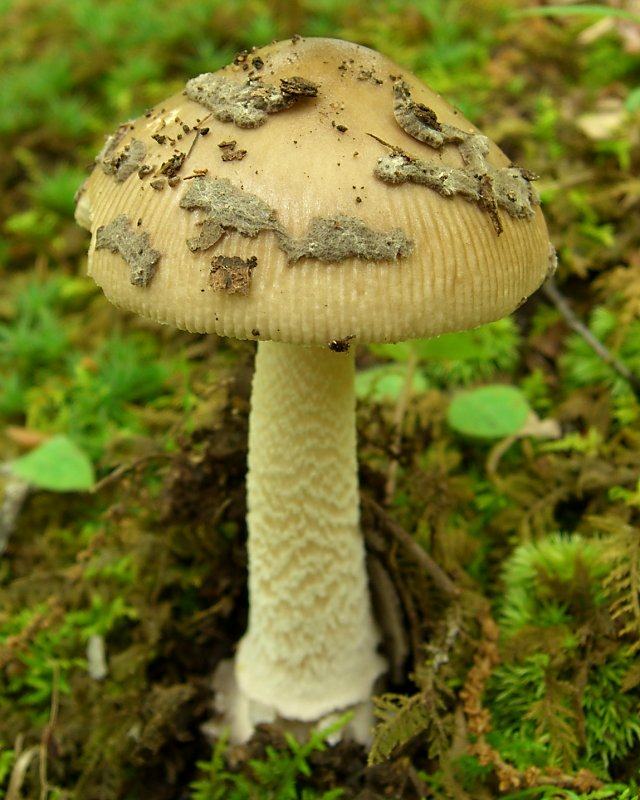
Amanita ceciliae
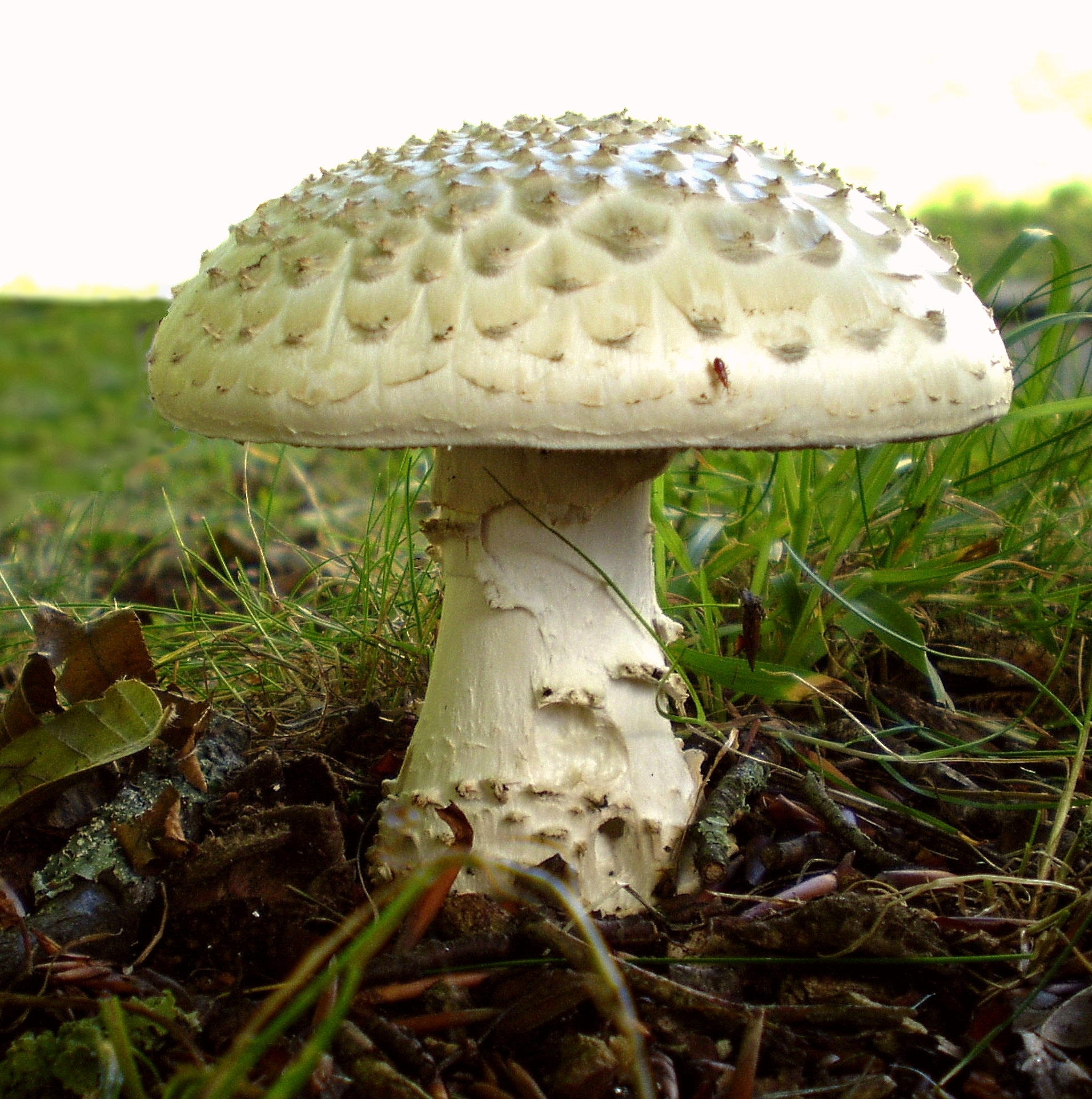
Amanita echinocephala
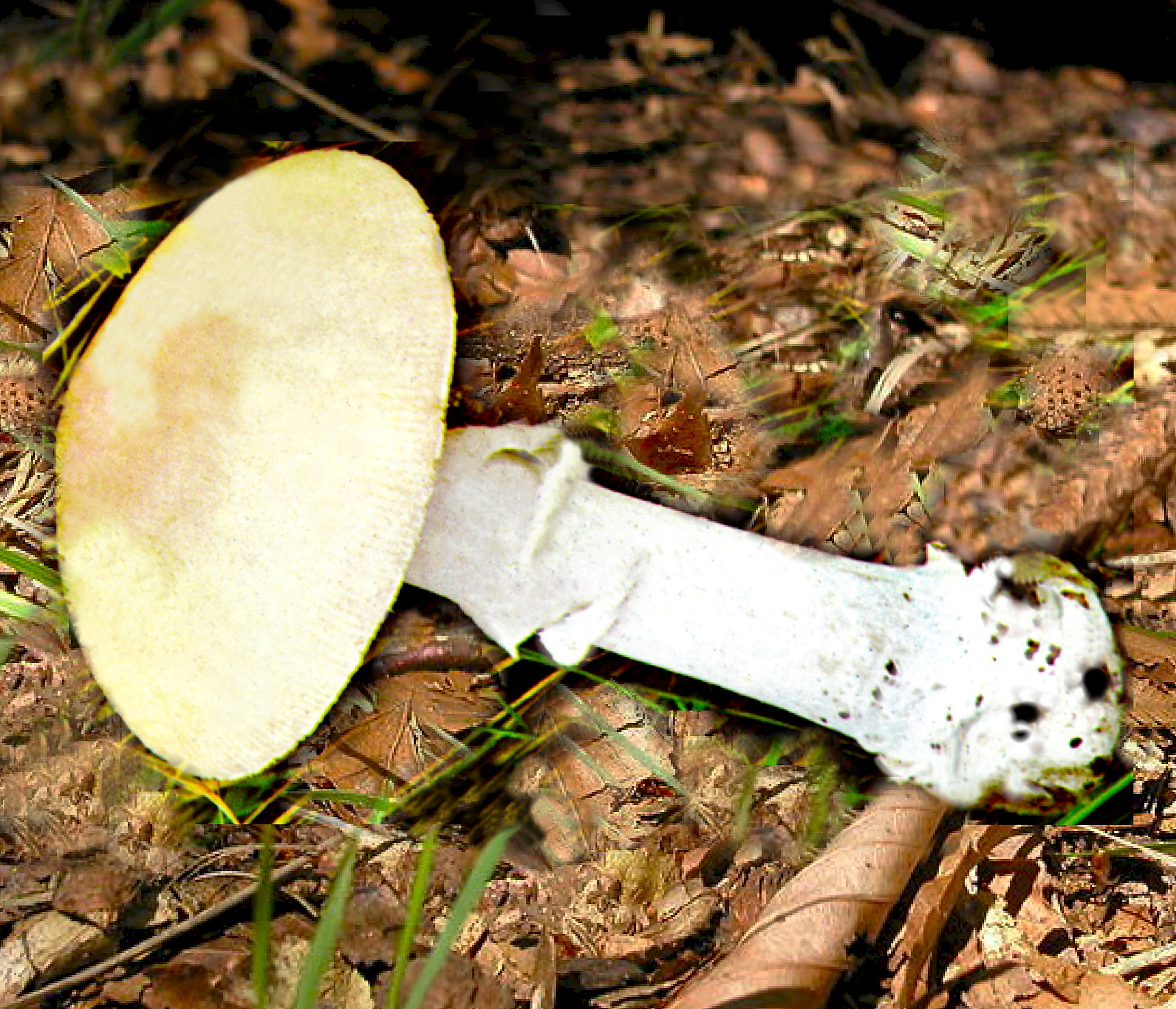
Amanita eliae
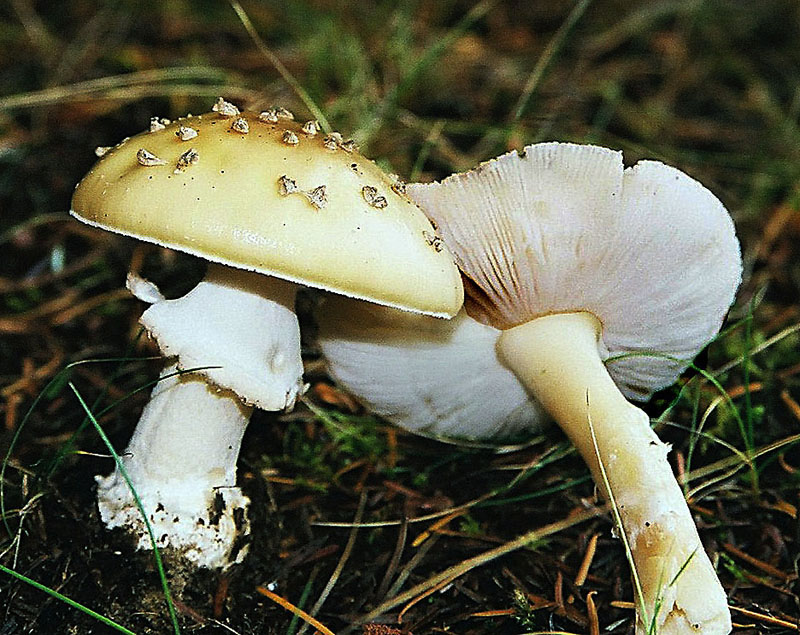
!! Amanita gemmata !!

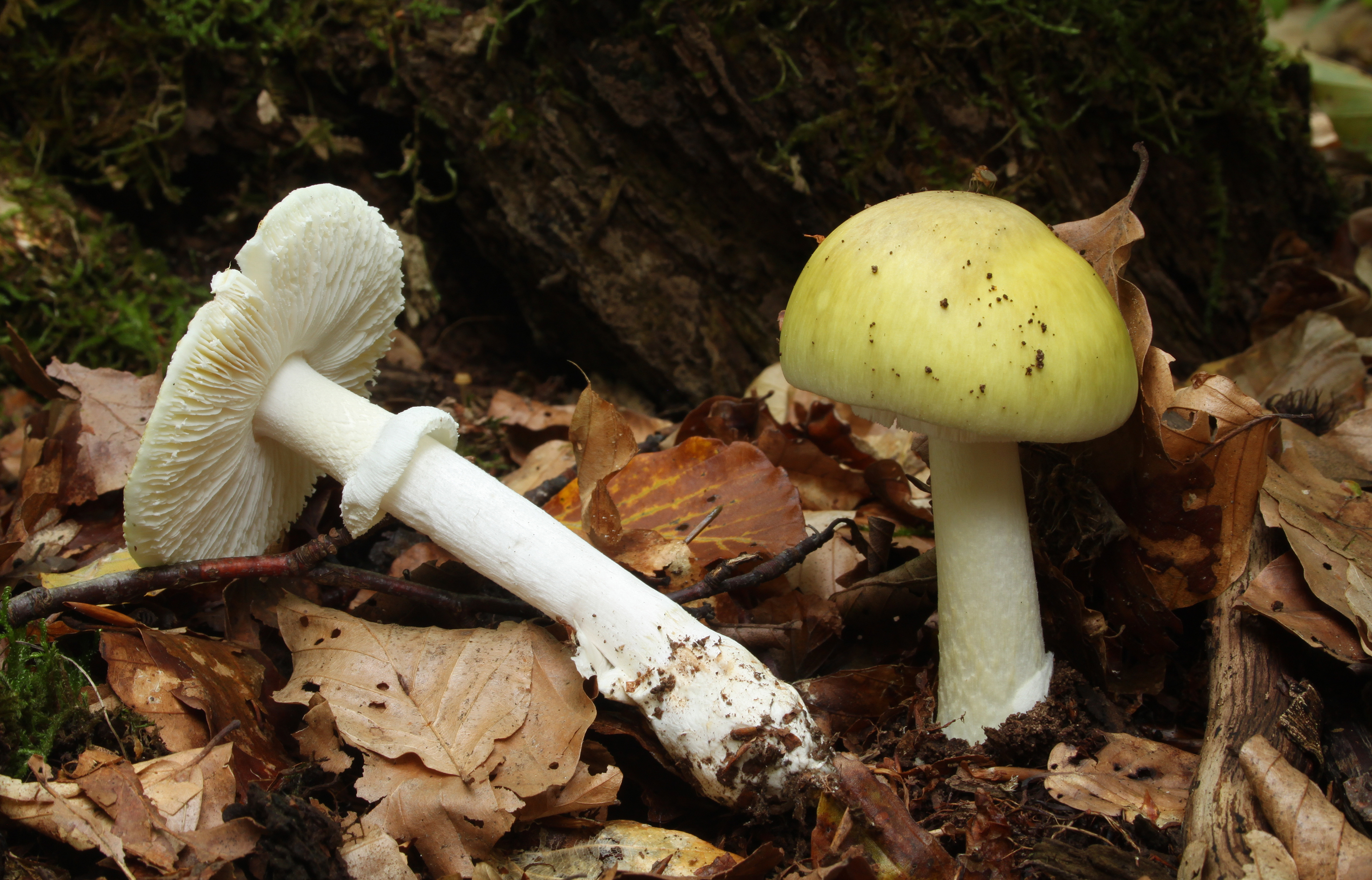
!!! Amanita phalloides !!!
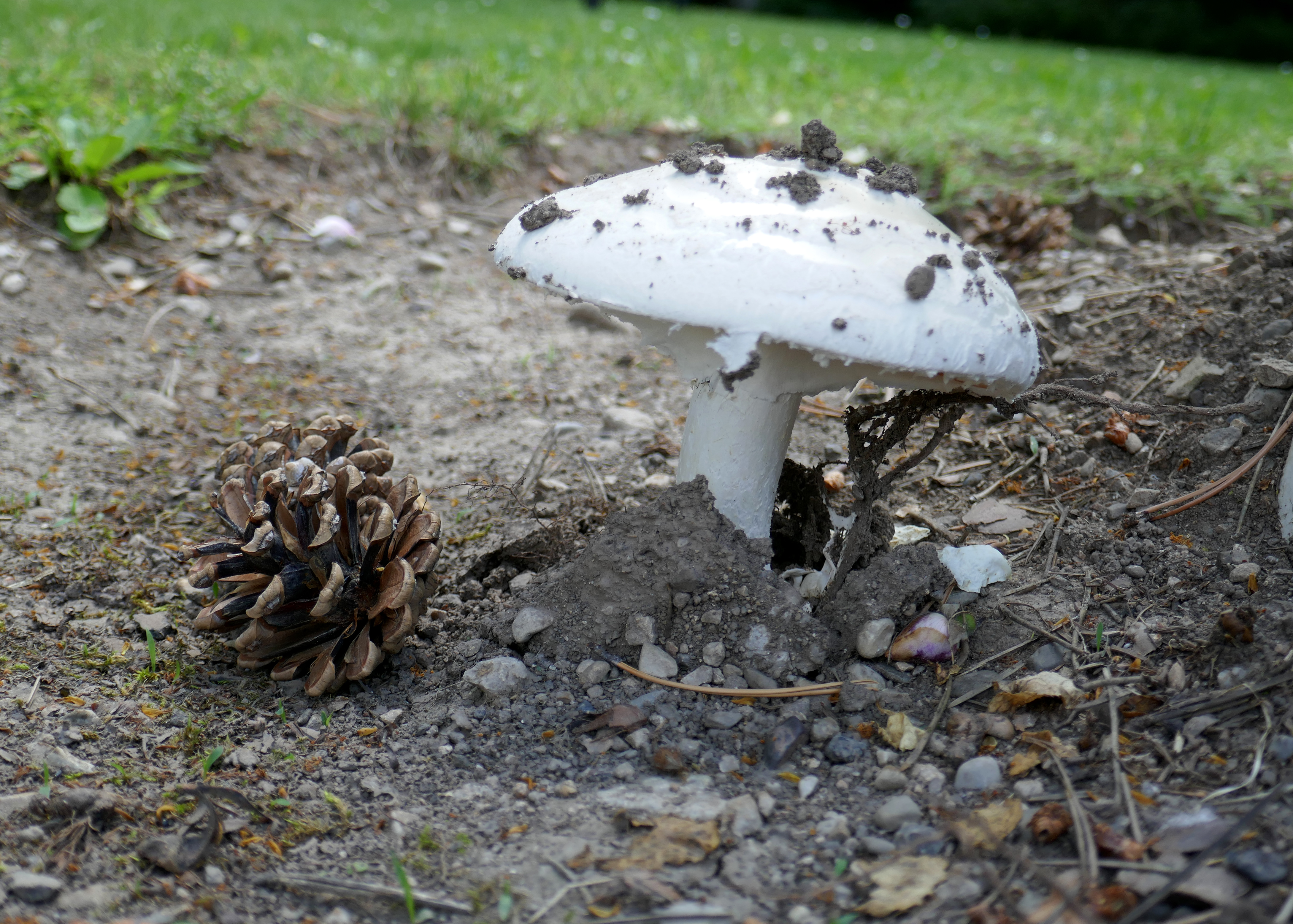
Amanita strobiliformis
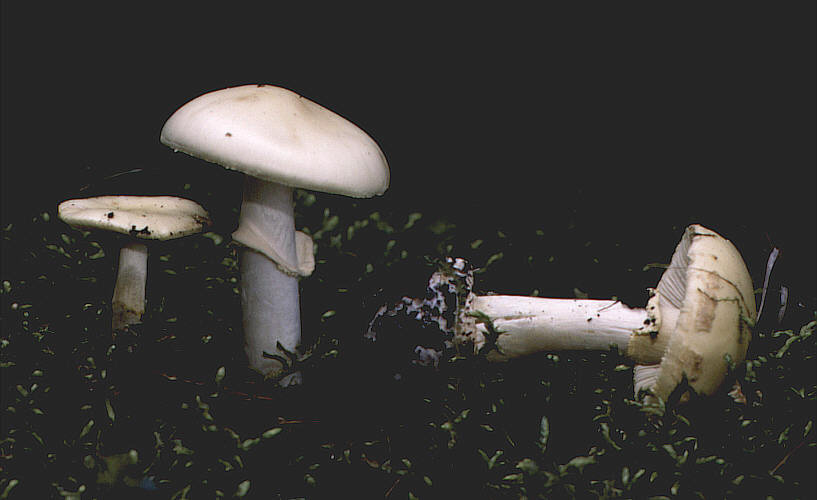
!!! Amanita verna !!!
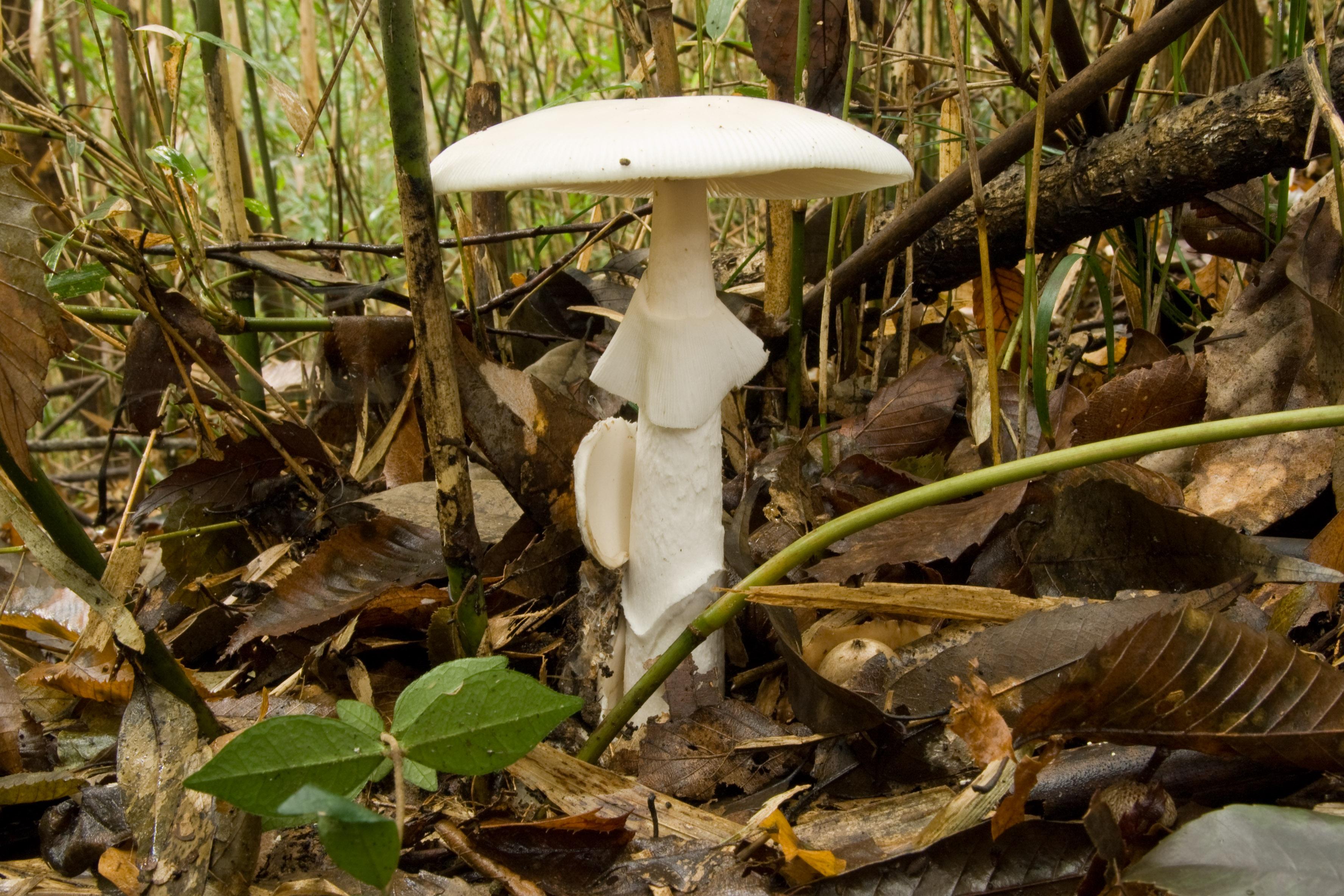
!!! Amanita virosa !!!
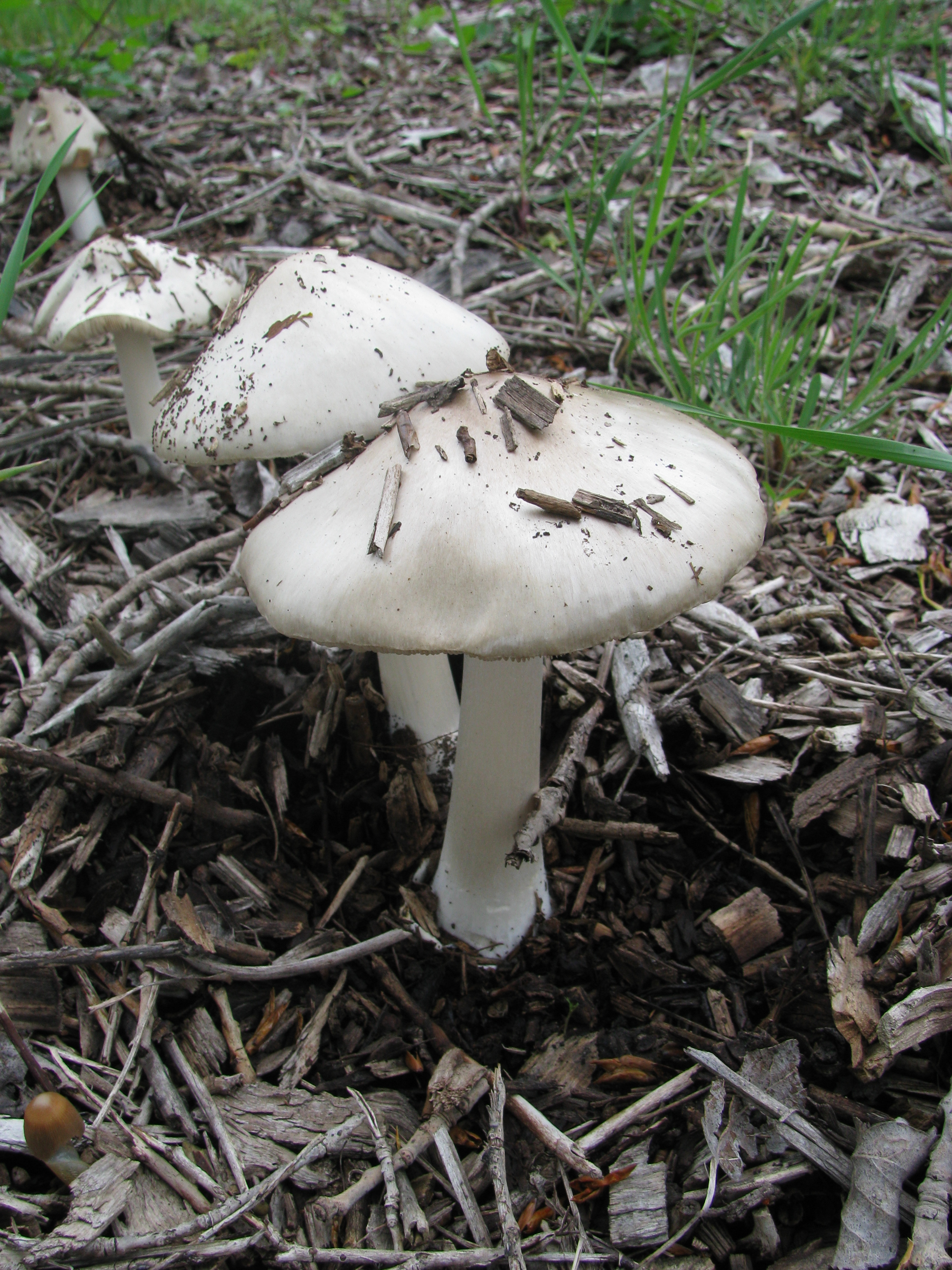
Volvariella gloiocephala

## Valorificare
Amanita citrina de miros și gust nu prea savurabilă, este, consumată crud, otrăvitoare, conținând în relație numai destul de puțină bufotenină (veninul broaștei râioase, o toxină tare apropiată de DMT) care provoacă o activitate circulatorie crescută, având și un efect halucinogen. Această toxină însă se dizolvă în timpul fierberii. Astfel, sub aspect medicinal, ar fi comestibilă. Dar primejdia de a confunda această ciupercă cu speciile mortale ale genului Amanita sunt mari. După ce nici gustul, nici mirosul ei sunt convingătoare, se recomandă renunțarea privind culegerea și ingerarea soiului. El este numai unul pentru specialiști cu cunoștințe confunde și pentru bucătărie aproape nu de folosit.